# Анунд Якоб
Анунд Якоб (Анунд Углежог; швед. Anund Jakob; 25 июля 1007—1050) — король Швеции в 1022—1050 годы; сын Олафа Шётконунга и Эстрид Ободритской.

## Биография
Известно, что сын Олафа Шётконунга был крещён при рождении и получил христианское имя Якоб в честь Святого Якова. В 1019 году, когда бонды подняли мятеж против короля Олафа, на тинге в Уппсале Якоб был провозглашён конунгом. Однако в связи с тем, что подавляющее большинство населения Швеции было языческим, Якоба принудили принять древнешведское династическое имя Анунд. Вступив в переговоры с отцом, Анунд Якоб разделил с ним королевскую власть. После смерти Олафа Шётконунга в 1022 году Анунд стал единоличным правителем Швеции.
В том же году король Норвегии Олаф II Святой заключили c Анундом Якобом военный союз, направленный против короля Англии и Дании Кнуда I Великого. В 1026 году, воспользовавшись отсутствием короля Кнуда в Дании, норвежский король атаковал и разорил побережье Зеландии, а войско Анунда вторглось в Сконе. В это же время в Дании регент ярл Ульф попытался посадить на престол Хардекнуда — малолетнего сына Кнуда Великого. Собрав огромную армию, Кнуд срочно вернулся в Данию. В ходе сражения при Хельге Кнуду удалось обратить норвежско-шведский флот в бегство. Ярл Ульф по приказу Кнуда был убит. Его сын Свен бежал и поступил на службу к Анунду Якобу. В 1028 году король Дании подчинил себе Норвегию и центральные районы Швеции. В крупнейшем шведском торговом центре — Сигтуне Кнуд Великий чеканил свои монеты. Однако вскоре Анунду Якобу удалось вернуть контроль над своими провинциями. Известно, что с 1030 года в Сигтуне начинается чеканка монет Анунда Якоба.
После захвата Кнудом Могучим Норвегии король Олаф II отправляется в изгнание в Гардарики к Ярославу Мудрому. Жена Олафа Астрид, приходящаяся Анунду сводной сестрой, и их дочь Ульвхильд нашли убежище при дворе шведского короля. В 1030 году король Олаф предпринимает попытку вернуть себе норвежский престол. Прибыв из Руси в Швецию, Олаф обращается к Анунду за помощью. Не желая вступать в новый конфликт с Кнудом Могучим, Анунд тем не менее дал Олафу 400 своих дружинников и разрешил набрать в Швеции войско. Выступив в поход, Олаф потерпел поражение в битве при Стикластадире и погиб. После смерти Олаф был признан святым. Его жена Астрид вышла замуж за Анунда Якоба, своего сводного брата. Когда в 1035 году, сын Олафа II Святого — Магнус был приглашен на трон норвежской знатью, Анунд Якоб поддержал его и помог набрать войско. Однако, когда король Норвегии Магнус в 1042 году стал ещё королём Дании, Анунд оказывает помощь претенденту на датский престол Свену Эстридсену.
Во внутренней политике Анунд Якоб проводил жесткую линию по насаждению христианства и укрепления королевской власти в Швеции. Несогласные либо устранялись физически либо изгонялись из страны. Их имущество сжигалось дотла, за что Анунда прозвали Углежогом. Дата смерти Анунда Якоба неизвестна, однако, согласно хроникам, после 1050 года королём Швеции уже был его брат Эмунд.